# Jezioro Lipczyńskie
Jezioro Lipczyńskie (Olchy) – przepływowe jezioro wytopiskowe Pojezierza Bytowskiego, na obszarze gminy Miastko. Północna i zachodnia linia brzegowa jest częściowo zalesiona. Ogólna powierzchnia akwenu jeziora wynosi 14,9 ha.